# Медіавірус
Медіавірус (англ. media virus) — це інформація, яка не має корисного змісту, але зацікавлює людей, через що набуває миттєвої популярності. Термін media virus введений американським фахівцем в галузі засобів масової комунікації Ду́гласом Ра́шкоффом (англ. Douglas Rushkoff) для позначення медіаподії, що викликає певну реакцію або, навіть, зміни в житті суспільства.

## Види медіавірусів
Ду́глас Ра́шкофф у своїй книжці «Media Virus! Hidden Agendas in Popular Culture» 1994 виділяє три види медіавірусів:
- Навмисно створені медіавіруси  — свідомо запускаються, щоб сприяти поширенню будь-якого товару чи ідеології. Прикладами таких вірусів Ра́шкофф називає рекламні трюки та різноманітні акції.
- Віруси-тягачі — виникають спонтанно, але миттєво вдосконалюються та використовуються зацікавленими групами з метою поширення власних концепцій. Найяскравіший приклад — епідемія СНІДу, яка була використана консерваторами для звинувачення гомосексуалів.
- Самонароджені віруси — медіавіруси, що викликають інтерес і поширюються самі по собі. Прикладами можуть служити розсекречення неймовірних нових технологій чи наукові відкриттів.

## Відомі медіавіруси
Більшу частину книги Ра́шкоффа займають приклади різних медіавірусів. На жаль, однозначного і точного визначення, що дозволяє чітко сказати що є медіавірусом, а що ні — немає. 
Сьогодні часто можна спостерігати глобальні ефекти самих різних подій, які потрапили в ЗМІ або Інтернет. До таких подій цілком можна застосувати визначення медіавіруси, оскільки вони викликають значущі для суспільства наслідки, а середовищем розповсюдження є медіасередовище. На практиці медіавірусами називають: скандальні події, плітки про політиків чи поп-зірок, припущення і т. д. Події з негативним або провокаційним підґрунтям, що викликають помітні для суспільства наслідки. 
Приклади, що викликали найбільший суспільний резонанс:
- Медіавіруси можуть послужити поштовхом до масових заворушень, як, наприклад, у випадку з побиттям чорношкірого Родні Кінга білими поліцейськими на початку 1990-х, знятого на відеоплівку, що потрапила в американські ЗМІ.

- До медіавірусів, очевидно, можна віднести і сексуальний скандал Клінтон — Левінскі навколо колишнього, а тоді чинного президента США Білла Клінтона і Моніки Левінські, використаний республіканцями для ослаблення позицій демократів в цій країні.

- Джерелами медіавірусів можуть виступати телепередачі та мультсеріали, наприклад «Сімпсони». Проблема медіавірусів, що поширюються серед дітей і тінейджерів, привертає особливу увагу.

## Медіавіруси в Україні
Нещодавно українські простори Інтернету атакував медіавірус з кодовою назвою — «Якого ж кольору ця сукня?». 
25 лютого дівчина під ніком Swiked опублікувала на Tumblr фотографію сукні і поставила своїм друзям просте питання про те, якого воно кольору. Питання кольору здійняло на вуха ледь не увесь світ. Через лічені години мільйони людей розділилися на два табори: одні стверджували, що сукня синьо-чорна, а інші — що біло-золотиста. Але навіть після того, як автор фото підтвердила, що воно дійсно синє з чорними смужками, дебати в мережі не припинилися і тривають досі.
Хоча те, що люди бачать кольори по-різному ні для кого не секрет. Вчені давно прийшли до висновку, ща наше сприйняття кольору формується під впливом зовнішнього світу.